# Kursy Bestużewa

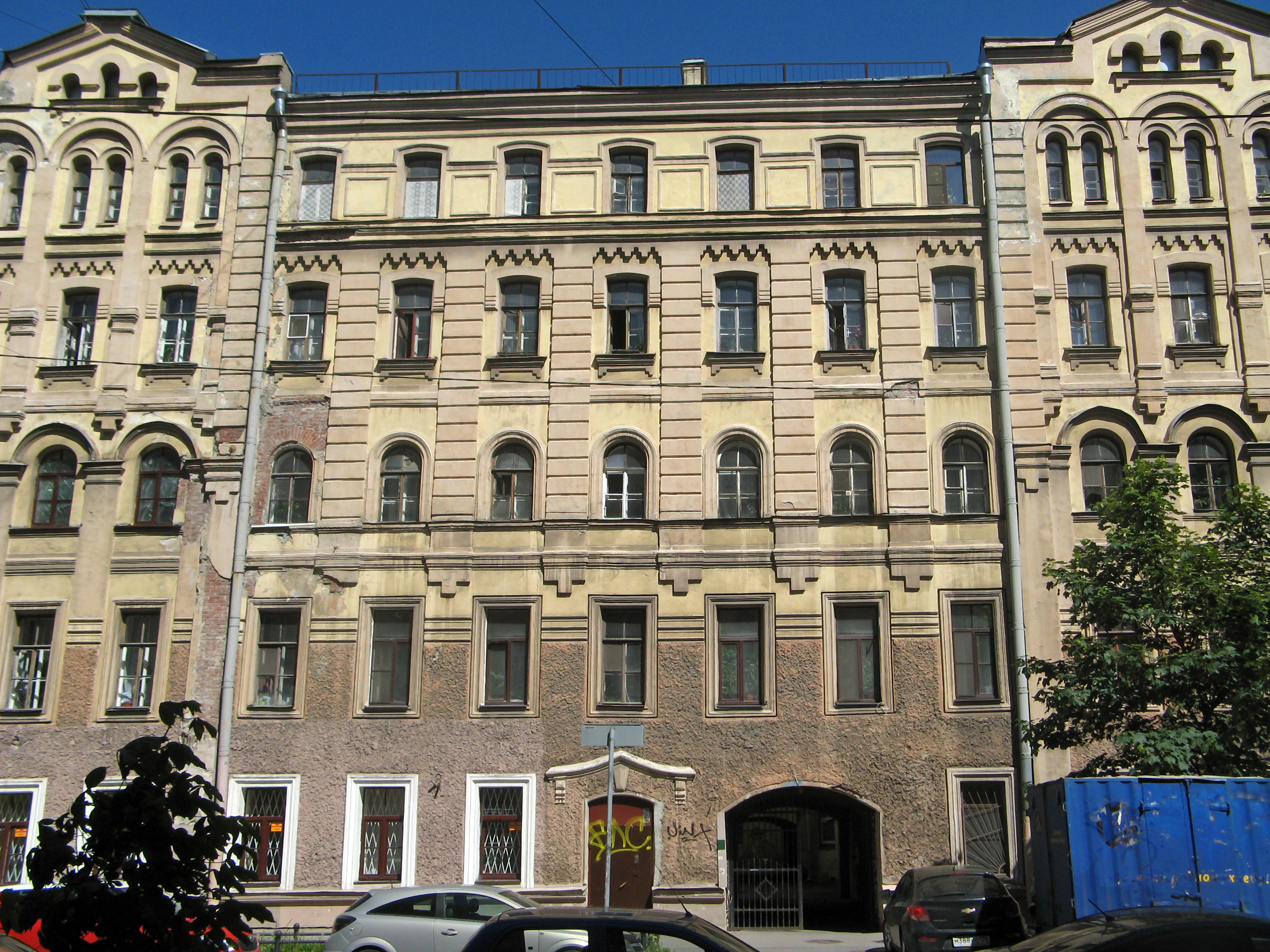
Kursy Bestużewa

Kursy Bestużewa też Kursy Wyższe Żeńskie im. Bestużewa (ros. Бестужевские курсы) – czteroletnia, największa i najbardziej znana instytucja szkolnictwa wyższego dla kobiet w Imperium Rosyjskim, otwarta oficjalnie w 1878 w Petersburgu. Zawieszona w 1886, ponownie działała w latach 1890–1915; umożliwiała kobietom, pozbawionym dostępu do uniwersytetów, zdobycie wyższego wykształcenia.

## Historia
Kursy zostały nazwane na cześć jednego z inicjatorów Konstantina Nikołajewicza Bestużewa-Rumina (1829–1897), historyka i pierwszego dyrektora szkoły. Umożliwiały one kobietom, które nie miały wstępu na uniwersytety, zdobycie wyższego wykształcenia, jak również możliwość późniejszego prowadzenia pensji i wykładania w szkołach średnich dla dziewcząt. Wśród słuchaczek było wiele kobiet z Polski, Ukrainy i Rosji. Szacuje się, że kursy ukończyło około 6 tysięcy studentek.  
Wśród profesorów byli: Jan Niecisław Baudouin de Courtenay, Aleksandr Borodin, Tadeusz Zieliński, Dmitrij Mendelejew, Iwan Sieczenow, Sergiej Płatonow. Na uczelni studiowała m.in. Wiera Popowa, która potem prowadziła też zajęcia z chemii.  
Absolwentkami kursów były m.in. Nadieżda Krupska, Maria Piłsudska, Antonina Leśniewska, Romualda z Bagnickich Baudouin de Courtenay, a późnej także jej córka Cezaria Baudouin de Courtenay.
Kursy mieściły się w specjalnie wybudowanym budynku na Wyspie Wasylewskiej.

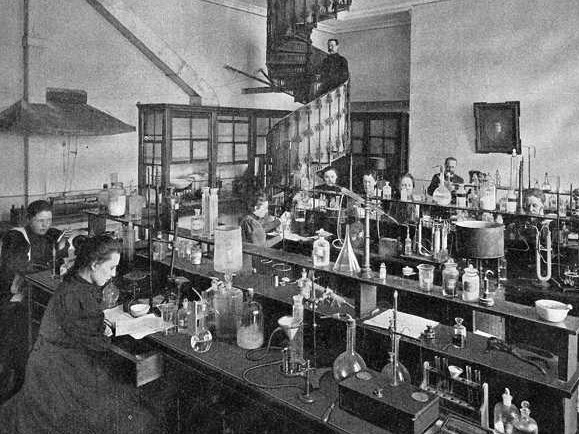
Laboratorium chemiczne Kursów Bestużewa

Po rewolucji rosyjskiej we wrześniu 1919 roku z kursy zostały połączone z Petersburskim Uniwersytetem Państwowym.